# Purificación Angue Ondo
Purificación Angue Ondo (Mongomo, 1945) es una maestra, política y diplomática ecuatoguineana, que se desempeñó como embajadora de su país ante el Reino de España desde septiembre de 2013 hasta enero de 2020.

## Biografía

### Primeros años y exilio
Se desempeñó como maestra de escuela desde 1964, y fue una de las primeras mujeres ecuatoguineanas en estudiar una carrera universitaria. Se exlió a Gabón en 1973 durante el régimen de Francisco Macías Nguema, luego de ser detenida en diversas oportunidades desde diciembre de 1968, cuandro trabajaba en el Ministerio de Asuntos Exteriores, por sus ideas contrarias a Macías Nguema. En el exilio se dedicó a dar clases de idioma español en una escuela secundaria.

### Carrera
Regresó a su país en 1980 tras el golpe de Estado de Teodoro Obiang. Cercana a él, en 1981 fue nombrada viceministra de Trabajo, Seguridad Social y Promoción de la Mujer; y en 1985 fue nombrada como la primera ministra de Promoción de la Mujer, sirviendo durante once años.
En su carrera diplomática, se ha desempeñado en las embajadas ecuatoguineanas en Camerún, Chad, República Centroafricana y República del Congo. También ocupó cargos en la Organización de las Naciones Unidas, en el Partido Democrático de Guinea Ecuatorial y en organizaciones no gubernamentales.
Entre 2005 y 2013 fue embajadora ante Estados Unidos. A fines de 2012, tras el desplazo de Narciso Edu Ntugu, fue nombrada embajadora en España, siendo la primera mujer en el puesto. Presentó sus cartas credenciales al rey Juan Carlos I el 24 de septiembre de 2013. Fue cesada del cargo el 17 de enero de 2020, siendo sucedida por Miguel Edjang Angue.

### Distinciones
El gobierno ecuatoguineano la distinguió con la Orden de la Independencia en 1983 y la Gran Cruz de la Orden de la Independencia en 1988 y 1999. En junio de 2014, fue reconocida como dama de la Cofradía de Caballeros de Don Quijote de la Fundación César Egido Serrano.

### Vida personal
En cuanto a su vida personal, fue hija única, y es madre de seis hijos.